# Niklaus Pfluger (Politiker)
Niklaus Pfluger (* 1. April 1799 in Oensingen; † 1. Mai 1854 in Balsthal) war ein Schweizer Politiker. Von 1848 bis zu seinem Tod gehörte er dem Nationalrat an.

## Biografie
Der Sohn eines Bleichers und Oberamtmanns erhielt eine juristische Ausbildung und war nach einem Praktikum als Prokurator tätig. Als Johann Baptist Reinert das Solothurner Zivilgesetzbuch schuf (eines der ersten der Schweiz), war Pfluger einer seiner Mitarbeiter und vor der Einführung Mitglied der vorberatenden Kommission. Inspiriert durch die Julirevolution von 1830 kam es auch im Kanton Solothurn zu einem liberalen Umschwung. Pfluger nahm am Volkstag in Balsthal teil, der den Rücktritt der konservativen Regierung und die Ausarbeitung einer neuen Solothurner Kantonsverfassung zur Folge hatte.
1831 wurde Pfluger wie sein Vater vor ihm in den Solothurner Grossen Rat gewählt, dem er ununterbrochen bis zu seinem Tod angehörte. Während derselben Zeit war er Oberamtmann der Amtei Thal-Gäu, 1840 vertrat er Solothurn als Gesandter an die Tagsatzung. Als die radikalliberale Regierung im Jahr 1841 eine weitergehende Liberalisierung der Kantonsverfassung erzwang und die Konservativen mit polizeilichen Massnahmen unter Druck setzte («Bajonettverfassung»), war Pfluger deren massgeblicher Informant. Im Oktober 1848 kandidierte er mit Erfolg bei den ersten Nationalratswahlen, kurz vor Vollendung der zweiten Legislaturperiode verstarb er.